# Tan Mo Heng
Tan (Bing) Mo Heng (28 febbraio 1913 – ...) è stato un calciatore indonesiano, di ruolo portiere.

## Carriera
Prese parte come titolare con la Nazionale delle Indie Orientali Olandesi ai Mondiali del 1938.